# 格克汗·萨基
格克汗·萨基（荷蘭語：Gökhan Saki；1983年10月18日—），是一位荷兰籍土耳其最重量级踢拳选手，来自阿姆斯特丹的Mike's Gym。他两次获得荷兰和欧洲的泰拳比赛冠军，K-1 World GP 2006 in Amsterdam 锦标赛的决赛选手， K-1 World Grand Prix 2008 in Hawaii 冠军，也因此成为第一位获得K-1锦标赛 冠军的土耳其人。Saki被LiverKick.com评为次重量级的世界第一。 他现在也是Glory World Series次重量级的冠军。

## 背景
萨基生长在一个大的土耳其移民家庭，居住在Schiedam。Saki在10岁的时候开始练习踢拳，当时他也在踢足球，但是最终他在16岁的时候因喜欢踢拳而放弃了足球。

## 职业
他最初的教练是Jan Pasztjerik, 在他的训练下他连续3年获得荷兰、欧洲和世界的 泰拳 冠军。在2003，他进入了Golden Glory 。在他赢得了与 André Tete, Vitali Akhramenko 和 Henriques Zowa的比赛，同时也与知名的拳击运动员 Badr Hari 和 Nicholas Pettas比赛之后， Saki 成为一个著名的拳击运动员。尽管当他取得成功时他的教练是Hemmers, Saki 认为是 Pasztjerik 的帮助使他成功。